# Rehrücken (Kuchen)

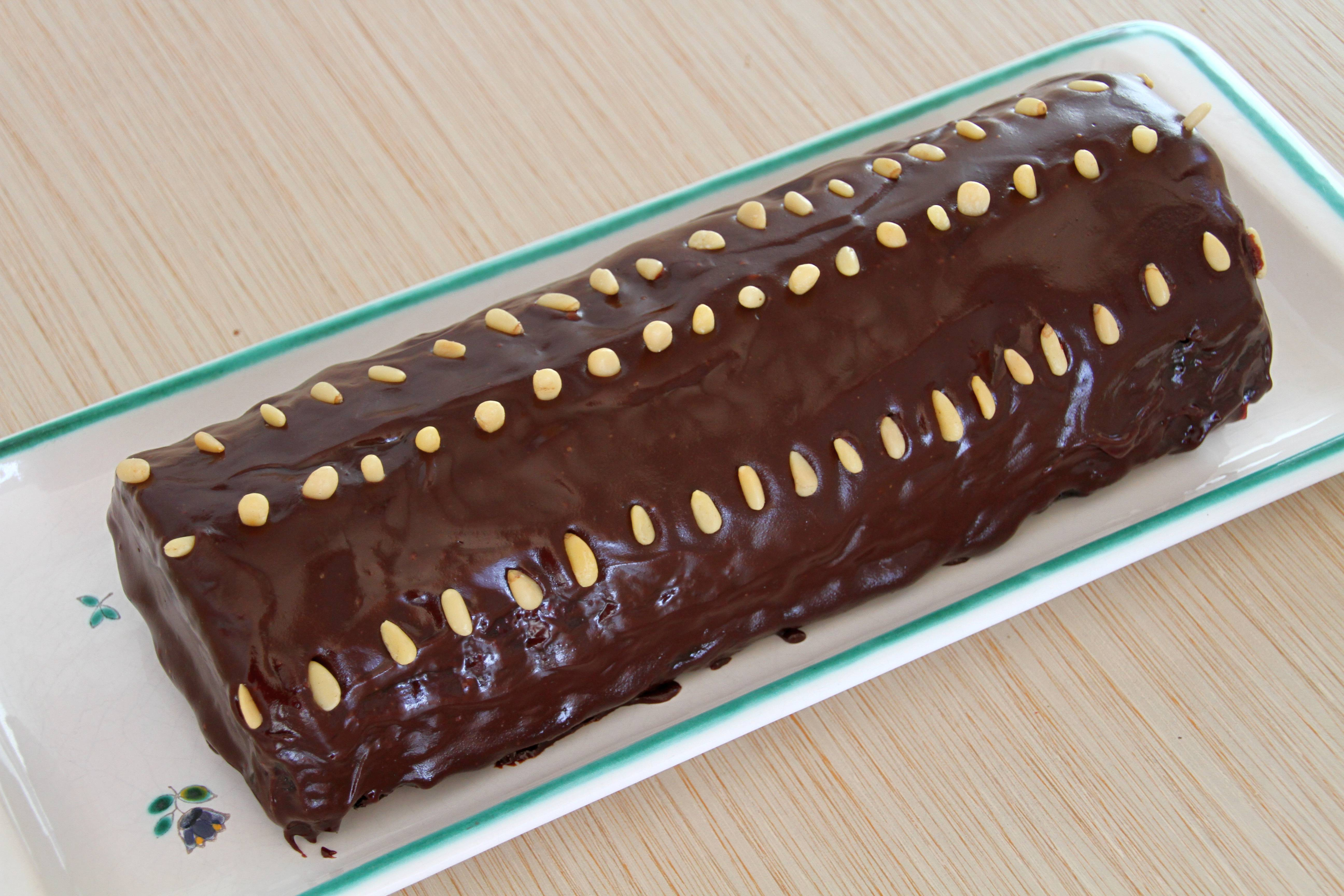
Rehrücken, gespickt mit Pignolien

Der Rehrücken ist ein Gebäck der deutschen und österreichischen Küche. Den Namen erhielt der Kuchen aufgrund seiner Ähnlichkeit mit einem Rehrücken, einer Fleischspeise.
Der Rehrücken ist ein Kuchen, der in einer speziellen Backform, der Rehrückenform, gebacken wird. Diese ähnelt einer abgerundeten Kastenform. Der fertig gebackene Kuchen wird mit Schokoladenglasur überzogen und mit geschälten, gestiftelten Mandeln gespickt. So wird die Optik eines mit Speck gespickten Rehrückens imitiert. Das Gericht wird häufig mit Schlagobers serviert.
Das Rezept basiert auf einem Rührteig, dem Schokolade und geriebene Mandeln beigegeben werden. Nach dem Abkühlen wird der Kuchen mit Schokoladeglasur überzogen und mit Mandelstiften verziert.
In Deutschland wird der Rehrücken oft als „Falscher Rehrücken“ bezeichnet. In der Steiermark kennt man den „Kletzen-Rehrücken“, bei dem der Teig mit kleingeschnittenen Kletzen und geriebenen Kürbiskernen verfeinert wird. Dafür werden Schokolade und Mandeln weggelassen.

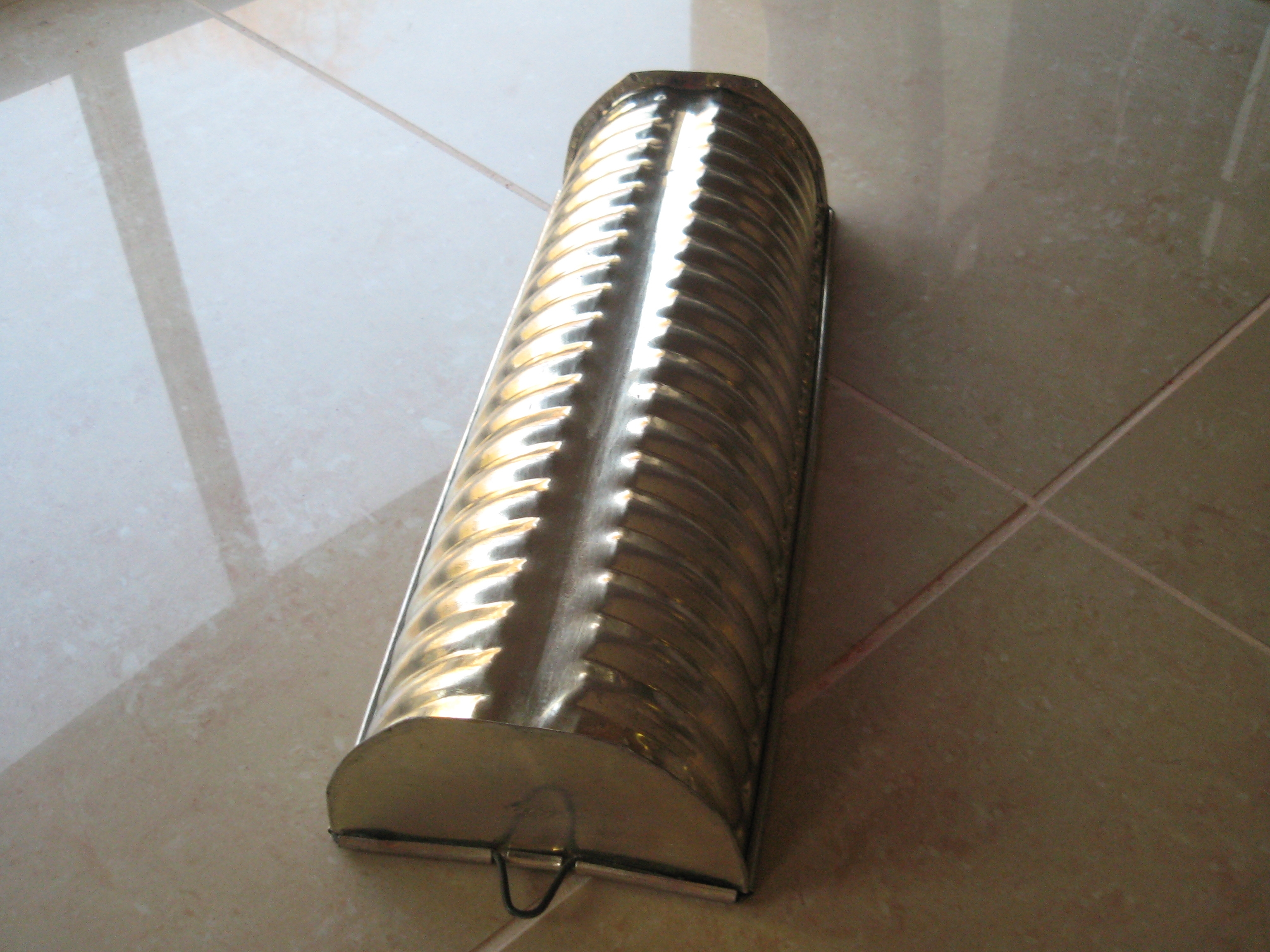
Rehrückenform aus Weißblech

Die Backform wird als Rehrückenform oder Rehrücken-Model bezeichnet. Als Materialien sind Messing, Kupfer, Weißblech, Keramik und Steingut bekannt. Auch Stahlformen mit Teflon-Beschichtung sind heute erhältlich. Aus dem Kochbuch der Katharina Prato (Edle von Scheiger) Die süddeutsche Küche aus dem Jahr 1890 geht hervor, dass die Rehrückenform (österreichisch Rehrückenmodel) nicht nur für Kuchen, sondern auch für Hackbraten gebraucht wurde.
Siehe auch: Rehrücken (Fleisch).